# Kellyville (Oklahoma)
Kellyville es un pueblo ubicado en el condado de Creek en el estado estadounidense de Oklahoma. En el año 2010 tenía una población de 1150 habitantes y una densidad poblacional de 522,73 personas por km².

## Geografía
Kellyville se encuentra ubicado en las coordenadas 35°56′34″N 96°13′10″O / 35.94278, -96.21944 (35.942771, -96.219497).

## Demografía
Según la Oficina del Censo en 2000 los ingresos medios por hogar en la localidad eran de $30,688 y los ingresos medios por familia eran $32,297. Los hombres tenían unos ingresos medios de $27,639 frente a los $18,229 para las mujeres. La renta per cápita para la localidad era de $11,978. Alrededor del 12.3% de la población estaban por debajo del umbral de pobreza.